# Аншей Минск
Аншей Минск (официально Бет Исраэль Аншей Минск, неофициально Минск (англ. The Minsk)) — синагога в районе Кенсингтон-Маркет в Торонто, Онтарио, Канада. Она была основана в 1912 году бедными еврейскими иммигрантами с территории современной Беларуси (в основном из Минска), которая в то время была частью Российской империи. Нынешнее здание в неовизантийском стиле было завершено в 1930 году.
В общине было всего три штатных раввина: Мейер Леви (1916–1921), Мейер Циммерман (1940–1954) и Шмуэль Сперо, служащий с 1988 года по настоящее время. Это единственная ортодоксальная синагога в центре Торонто, где есть штатный раввин, и единственная, где проводятся ежедневные службы.

## Основание
Аншей Минск (англ. Anshei Minsk) была первой общиной, образованной в районе Кенсингтон-Маркет в Торонто, провинция Онтарио, Канада, в 1912 году, в то время, когда большая часть еврейского населения Торонто всё ещё проживала в районе The Ward, но всё больше переезжала на запад в район Маркет и его окрестности.
Синагога изначально была обществом взаимопомощи, а её иммигрантская община формировалась по принципу страны, района или города происхождения. В данном случае большинство основателей синагоги Аншей Минск были бедными евреями из Минска (в Беларуси), которые обосновались в районе Кенсингтон-Маркет на рубеже веков. На момент своего основания это была «штибель» или небольшая синагога с магазинчиком, типичная для бедных общин еврейских иммигрантов того времени.
Участок, на котором была построена нынешняя синагога, расположен по адресу 10-12 St. Andrew Street, через дорогу от предполагаемого места расположения первоначальной синагоги. В 1913 году община приобрела это место за 9000 долларов. Первоначально два дома на территории использовались не только как место для служения прихожан, начиная примерно с 1916 года, но и вмещали до 14 арендаторов. К 1923 году там проживал только смотритель, а к 1925 году здание использовалось исключительно как синагога.

## Строительство синагоги
Были собраны средства на строительство здания синагоги на улице St. Andrew около авеню Спадина, спроектированного Гарольдом Соломоном Капланом и Шпрахманом. Строительство, по-видимому, началось около 1922 года, но было постепенным процессом, и только в конце 1930 года оба дома были снесены, а нынешнее здание было достроено. Здание в неовизантийском стиле имеет примечательные внешние особенности, включая башни-близнецы, большую входную лестницу и центральное витражное окно между башнями. Хотя сам участок ориентирован с севера на юг, а фасад находится на южной стороне здания, внутренняя планировка спроектирована в соответствии с иудейским обычаем, так что главное святилище находится на восточной стене, чтобы молитвы были направлены в сторону Иерусалима. Восточная стена украшена витражами и фресками с изображением льва и антилопы по обе стороны окна над ковчегом.
Синагога, вмещающая 350 верующих, была построена Яковом (Нахумом) Глассманом, иммигрантом из России, который начал строительный бизнес и был дедушкой журналистки Мишель Ландсберг. Из-за начала Великой депрессии община не смогла полностью оплатить услуги Глассмана, поэтому вместо этого они предложили ему пожизненное членство в синагоге.

## Раввинское руководство
Мейер Леви служил раввином общины с 1916 по 1921 год, после чего богослужения в основном вёл кантор до конца 1940-х годов, когда к ним присоединился раввин Мейер Циммерман. После его смерти в 1954 году члены общины не стали нанимать нового раввина, а вместо этого приглашали раввинов-гостей для посещения и преподавания или поручали богослужения хаззану или прихожанам. Такая ситуация сохранялась до 1988 года, когда раввин Шмуэль Сперо был нанят на должность раввина синагоги, и эту должность он занимает и по сей день.

## Новейшая история
После Второй мировой войны еврейское население Торонто постепенно мигрировало из района рынка Кенсингтон на север, на улицу Батерст. «The Minsk» стала прежде всего «деловой синагогой», где еврейские бизнесмены молились утром перед работой. Синагога продолжает обслуживать пожилых прихожан, которые не присоединились к миграции на север и остались в этом районе, а также еврейских студентов из близлежащего Университета Торонто, туристов и молодых евреев, которые переехали в этот район.
В 1985 году синагога была признана городом Торонто объектом культурного наследия. Здание было восстановлено после поджога 11 марта 2002 года. Пожар, нанесший ущерб на сумму около 200 000 долларов США, начался в женской галерее, которая также служила книгохранилищем. В результате пожара были повреждены тысячи книг, многим из которых было более ста лет. Другие книги были серьёзно повреждены, но были спасены или восстановлены благодаря реставрационным работам, финансируемым Heritage Canada, в ходе которых многие книги были подвергнуты заморозке и высушены, а затем тщательно отреставрированы.
«Аншей Минск», «Киевская синагога» (также в районе Кенсингтон-Маркет) и «Шаарей Цедек» — единственные исторически сохранившиеся ортодоксальные общины из не менее 40 человек, существовавших в центре Торонто в начале 1930-х годов. Синагога «Аншей Минск» — единственная ортодоксальная синагога в центре Торонто, в которой есть штатный раввин, и единственная действующая ортодоксальная еврейская синагога в центре Торонто, где проводятся ежедневные службы. 